# HMS Bligh (K467)
«Блай» (англ. HMS Bligh (K467) — військовий корабель, фрегат типу «Кептен» підтипу «Баклі» Королівського військово-морського флоту Великої Британії за часів Другої світової війни.
Корабель брав участь у бойових діях на морі в Другій світовій війні, бився у Північній Атлантиці, біля берегів Франції, Англії, супроводжував атлантичні та арктичні конвої. В ході війни служив у ескортних групах супроводження транспортних конвоїв та був одним з протичовнових кораблів, на рахунку якого знищення самостійно або у складі групи двох підводних човнів противника: U-765 і U-1172.

## Історія створення
Фрегат «Блай» був закладений 10 травня 1943 року на верфі американської компанії Bethlehem Steel Company у Гінгемі, як ескортний міноносець Liddle типу «Баклі». 31 липня 1943 року він був спущений на воду, а 22 жовтня 1943 року переданий до Королівських ВМС Великої Британії, де увійшов до бойового складу флоту.

## Історія служби
Споконвічно цей корабель закладався як ескортний міноносець і мав тимчасову назву Liddle. Однак перед спуском на воду його передали Королівському флоту, і він був перейменований на фрегат на честь кавалера Золотої військово-морської медалі, учасника Великої облоги Гібралтару, битв при Доггер-банці, при Кампердауні та Копенгагені капітана Вільяма Блая.
Після введення до строю «Блай» відплив до Британії, де його модифікували відповідно до вимог Королівського флоту. У березні 1944 року його включили до Командування Західних підходів як корабель 5-ї ескортної групи під керівництвом капітана Д. Макінтайра.
У квітні 5-та ескортна група приєдналася до конвою ON 233 як група підтримки, але її перенацілили для полювання на підводний човен, що здійснював метеорологічну розвідку регіону. 6 травня 1944 року німецький підводний човен U-765 був знайдений і потоплений у Північній Атлантиці глибинними бомбами фрегатів «Ейлмер», «Блай» та «Бікертон», що діяли разом з двома торпедоносцями «Сордфіш» (825-ї ескадрильї) ескортного авіаносця «Віндекс». З екіпажу U-765 37 людей загинули і 11 вижили. Подальші пошуки підводного човна, надісланого на допомогу U-765, не увінчалися успіхом.
27 січня 1945 року у протоці Святого Георга глибинними бомбами британських фрегатів «Тайлер», «Кітс» та «Блай» був потоплений німецький підводний човен U-1172 з усім екіпажем у 52 особи.